# امبالام
امبالام (به انگلیسی: Ambalam) یک منطقهٔ مسکونی در هند است که در تامیل نادو واقع شده‌است.